# Sabrina Goleš
Sabrina Goleš (ur. 3 czerwca 1965 w m. Stari Mikanovci) – chorwacka tenisistka, w latach swojej kariery występująca w barwach Jugosławii, reprezentantka Jugosławii w Fed Cup, finalistka demonstracyjnego turnieju singlowego kobiet podczas igrzysk olimpijskich w Los Angeles (1984).

## Kariera tenisowa
Zawodową tenisistką była w latach 1983–1990.
Reprezentowała Jugosławię podczas igrzysk olimpijskich w Los Angeles (1984), na których tenis był dyscypliną pokazową. W finale gry pojedynczej kobiet przegrała ze Steffi Graf 6:1, 3:6, 4:6, ale nie otrzymała srebrnego medalu ze względu na demonstracyjny charakter rozgrywek. Cztery lata później zagrała w konkurencji singla na igrzyskach olimpijskich w Seulu (1988) odpadając w drugiej rundzie.
Jugosłowianka w swojej karierze wygrała jeden turniej singlowy rangi WTA Tour, a były to zawody na hali w Paryżu w 1987, gdzie pokonała w finale Sandrę Wasserman. Rok wcześniej doszła też do finału w portorykańskim San Juan. W grze podwójnej w latach 1988–1990 wygrała trzy turnieje; w Atenach razem z Judith Wiesner, następnie w Tarencie z Mercedes Paz i w Barcelonie z Patricią Tarabini.
Od 1981 roku reprezentowała Jugosławię w rozgrywkach Fed Cup i dwukrotnie uczestniczyła w półfinałach grupy światowej.
W rankingu gry pojedynczej Goleš najwyżej była na 27. miejscu (2 lutego 1987), a w klasyfikacji gry podwójnej na 55. pozycji (19 stycznia 1987).